# Ciclismo nos Jogos Olímpicos de Verão da Juventude de 2010 - BMX masculino
A prova de BMX masculino do ciclismo nos Jogos Olímpicos de Verão da Juventude de 2010 foi realizada no dia 19 de agosto no Tampines Bike Park, em Singapura. O evento foi constituído por várias etapas. Primeiramente houve uma corrida para tomada de tempo. Em seguida, foram disputadas as quartas-de-final e as semifinais, compostas por três corridas cada, até a definição das oito finalistas. Embora não distribuísse medalhas, o evento contou pontos para a competição por equipes. 

## Tomada de tempo
Esta etapa começou aproximadamente às 10:00 (UTC+8).
| Pos. | Cód. atleta | Nome                       | País              | Tempo final   | Diferença |
| ---- | ----------- | -------------------------- | ----------------- | ------------- | --------- |
| 1    | NED 4       | Twan van Gendt             | NED Países Baixos | 31.201        | ±0.000    |
| 2    | DEN 4       | Niklas Laustsen Laustsen   | DEN Dinamarca     | 31.517        | +0.316    |
| 3    | COL 4       | David Oquendo              | COL Colômbia      | 31.534        | +0.333    |
| 4    | AUS 4       | Matthew Dunsworth          | AUS Austrália     | 31.656        | +0.455    |
| 5    | ARG 4       | Lucas Bustos               | ARG Argentina     | 31.857        | +0.656    |
| 6    | NZL 4       | Trent Woodcock             | NZL Nova Zelândia | 32.181        | +0.980    |
| 7    | JPN 4       | Yoshitaku Nagasako         | JPN Japão         | 32.353        | +1.152    |
| 8    | LAT 4       | Kristers Taims             | LAT Letônia       | 32.420        | +1.219    |
| 9    | SUI 4       | Romain Tanniger            | SUI Suíça         | 32.582        | +1.381    |
| 10   | CZE 4       | Jakub Hladík               | CZE Chéquia       | 32.854        | +1.653    |
| 11   | CHI 4       | Ignacio Cruz               | CHI Chile         | 32.973        | +1.772    |
| 12   | ITA 4       | Mattia Furlan              | ITA Itália        | 33.045        | +1.844    |
| 13   | BOL 4       | Sebastian Vargas           | BOL Bolívia       | 33.282        | +2.081    |
| 14   | ESP 4       | Rúben Crespo               | ESP Espanha       | 33.491        | +2.290    |
| 15   | BRA 4       | Leandro Miranda            | BRA Brasil        | 33.502        | +2.301    |
| 16   | CAN 4       | Creighton Steven           | CAN Canadá        | 33.549        | +2.348    |
| 17   | MEX 4       | Christopher Mireles        | MEX México        | 33.737        | +2.536    |
| 18   | HUN 4       | Patrik Szoboszlai          | HUN Hungria       | 34.168        | +2.967    |
| 19   | BEL 4       | Mattias Somers             | BEL Bélgica       | 34.371        | +3.170    |
| 20   | RSA 4       | Lunga Mkhize               | RSA África do Sul | 35.189        | +3.988    |
| 21   | ZIM 4       | Jonathan Lawrence Thackray | ZIM Zimbabwe      | 35.622        | +4.421    |
| 22   | THA 4       | Jukrapech Wichana          | THA Tailândia     | 39.661        | +8.460    |
| 23   | SLO 4       | Rok Korošec                | SLO Eslovênia     | 40.957        | +9.756    |
| 24   | KAZ 4       | Nurlan Duisenov            | KAZ Cazaquistão   | 42.827        | +11.626   |
| 25   | POL 4       | Michał Czerkies            | POL Polônia       | 44.393        | +13.192   |
| 26   | POR 4       | Rodrigo Gomes              | POR Portugal      | 46.651        | +15.450   |
| 27   | INA 4       | Suherman Heryadi           | INA Indonésia     | 48.303        | +17.102   |
| 28   | SRB 4       | Aleksa Veličković          | SRB Sérvia        | 49.608        | +18.407   |
| 29   | CYP 4       | Mamas Kyriacou             | CYP Chipre        | 51.807        | +20.606   |
| 30   | SIN 4       | Alvin Hui Zhi Phoon        | SIN Singapura     | Não completou |           |
| 31   | BLR 4       | Pavel Rahel                | BLR Bielorrússia  | Não completou |           |
|      | ERI 4       | Yonas Kidane Merese        | ERI Eritreia      | Não largou    |           |

## Quartas-de-final
Esta etapa começou aproximadamente às 13:42 (UTC+8).

### Eliminatória 1
| Pos. | Cód. atleta | Nome                | País              | 1ª corrida | 2ª corrida | 3ª corrida | Total | Notas |
| ---- | ----------- | ------------------- | ----------------- | ---------- | ---------- | ---------- | ----- | ----- |
| 1    | NED 4       | Twan van Gendt      | NED Países Baixos | 1 (31.313) | 1 (31.894) | 1 (31.519) | 3     | Q     |
| 2    | LAT 4       | Kristers Taims      | LAT Letônia       | 3 (32.944) | 2 (32.466) | 3 (32.387) | 8     | Q     |
| 3    | SUI 4       | Romain Tanniger     | SUI Suíça         | 4 (32.971) | 4 (33.456) | 2 (32.383) | 10    | Q     |
| 4    | CAN 4       | Steven Creighton    | CAN Canadá        | 2 (32.532) | 5 (33.999) | 4 (34.342) | 11    | Q     |
| 5    | MEX 4       | Christopher Mireles | MEX México        | 5 (36.085) | 3 (33.243) | 5 (36.738) | 13    |       |
| 6    | KAZ 4       | Nurlan Duisenov     | KAZ Cazaquistão   | 6 (42.216) | 6 (43.279) | 6 (42.672) | 18    |       |
| 7    | POL 4       | Michał Czerkies     | POL Polônia       | 7 (44.317) | 7 (46.229) | 7 (44.281) | 21    |       |

### Eliminatória 2
| Pos. | Cód. atleta | Nome                       | País              | 1ª corrida        | 2ª corrida | 3ª corrida | Total | Notas |
| ---- | ----------- | -------------------------- | ----------------- | ----------------- | ---------- | ---------- | ----- | ----- |
| 1    | ARG 4       | Lucas Bustos               | ARG Argentina     | 1 (32.103)        | 1 (32.344) | 2 (32.794) | 4     | Q     |
| 2    | AUS 4       | Matthew Dunsworth          | AUS Austrália     | 2 (32.467)        | 2 (32.703) | 1 (31.959) | 5     | Q     |
| 3    | ITA 4       | Mattia Furlan              | ITA Itália        | 3 (32.995)        | 3 (33.485) | 3 (33.671) | 9     | Q     |
| 4    | BOL 4       | Sebastian Vargas           | BOL Bolívia       | 4 (33.690)        | 4 (33.801) | 5 (39.814) | 13    | Q     |
| 5    | RSA 4       | Lunga Mkhize               | RSA África do Sul | 5 (34.749)        | 5 (35.075) | 4 (37.670) | 14    |       |
| 6    | ZIM 4       | Jonathan Lawrence Thackray | ZIM Zimbabwe      | 8 (Não completou) | 6 (42.651) | 6 (39.994) | 20    |       |
| 7    | SRB 4       | Aleksa Veličković          | SRB Sérvia        | 6 (49.799)        | 7 (49.413) | 7 (50.841) | 20    |       |
| 8    | CYP 4       | Mamas Kyriacou             | CYP Chipre        | 7 (54.102)        | 8 (51.795) | 8 (51.088) | 23    |       |

### Eliminatória 3
| Pos. | Cód. atleta | Nome                     | País             | 1ª corrida      | 2ª corrida      | 3ª corrida | Total           | Notas |
| ---- | ----------- | ------------------------ | ---------------- | --------------- | --------------- | ---------- | --------------- | ----- |
| 1    | DEN 4       | Niklas Laustsen Laustsen | DEN Dinamarca    | 1 (36.196)      | 1 (32.445)      | 1 (31.823) | 3               | Q     |
| 2    | JPN 4       | Yoshitaku Nagasako       | JPN Japão        | 2 (36.726)      | 2 (33.045)      | 2 (32.581) | 6               | Q     |
| 3    | BRA 4       | Leandro Miranda          | BRA Brasil       | 3 (45.018)      | 4 (34.385)      | 3 (32.779) | 10              | Q     |
| 4    | CZE 4       | Jakub Hladík             | CZE Chéquia      | 4 (46.707)      | 3 (33.205)      | 5 (34.832) | 12              | Q     |
| 5    | HUN 4       | Patrik Szoboszlai        | HUN Hungria      | 6 (48.199)      | 5 (34.401)      | 4 (33.772) | 15              |       |
| 6    | SLO 4       | Rok Korošec              | SLO Eslovênia    | 7 (50.313)      | 6 (41.616)      | 6 (41.847) | 19              |       |
| 7    | POR 4       | Rodrigo Gomes            | POR Portugal     | 5 (47.600)      | 7 (47.837)      | 7 (47.851) | 19              |       |
|      | BLR 4       | Pavel Rahel              | BLR Bielorrússia | 10 (Não largou) | 10 (Não largou) |            | Desclassificado |       |

### Eliminatória 4
| Pos. | Cód. atleta | Nome                | País              | 1ª corrida | 2ª corrida   | 3ª corrida | Total | Notas |
| ---- | ----------- | ------------------- | ----------------- | ---------- | ------------ | ---------- | ----- | ----- |
| 1    | COL 4       | David Oquendo       | COL Colômbia      | 1 (31.780) | 1 (31.829)   | 1 (32.791) | 3     | Q     |
| 2    | NZL 4       | Trent Woodcock      | NZL Nova Zelândia | 2 (32.394) | 2 (32.394)   | 2 (32.792) | 6     | Q     |
| 3    | ESP 4       | Rúben Crespo        | ESP Espanha       | 4 (34.139) | 4 (33.292)   | 3 (33.114) | 11    | Q     |
| 4    | CHI 4       | Ignacio Cruz        | CHI Chile         | 5 (34.462) | 3 (32.827)   | 4 (33.447) | 12    | Q     |
| 5    | BEL 4       | Mattias Somers      | BEL Bélgica       | 3 (33.614) | 5 (34.313)   | 5 (34.158) | 13    |       |
| 6    | THA 4       | Jukrapech Wichana   | THA Tailândia     | 6 (38.485) | 6 (38.634)   | 6 (38.533) | 18    |       |
| 7    | SIN 4       | Alvin Hui Zhi Phoon | SIN Singapura     | 7 (41.300) | 7 (41.459)   | 7 (41.749) | 21    |       |
| 8    | INA 4       | Suherman Heryadi    | INA Indonésia     | 8 (47.679) | 8 (1:03.806) | 8 (48.285) | 24    |       |

## Semifinais
As semifinais começaram aproximadamente às 15:00 (UTC+8).

### Semifinal 1
| Pos. | Cód. atleta | Nome              | País              | 1ª corrida | 2ª corrida   | 3ª corrida | Total | Notas |
| ---- | ----------- | ----------------- | ----------------- | ---------- | ------------ | ---------- | ----- | ----- |
| 1    | NED 4       | Twan van Gendt    | NED Países Baixos | 1 (31.192) | 1 (31.134)   | 1 (31.250) | 3     | Q     |
| 2    | ARG 4       | Lucas Bustos      | ARG Argentina     | 5 (33.105) | 2 (31.812)   | 2 (31.843) | 9     | Q     |
| 3    | LAT 4       | Kristers Taims    | LAT Letônia       | 4 (32.992) | 3 (35.741)   | 3 (32.542) | 10    | Q     |
| 4    | SUI 4       | Romain Tanniger   | SUI Suíça         | 2 (32.552) | 8 (1:16.465) | 4 (33.047) | 14    | Q     |
| 5    | AUS 4       | Matthew Dunsworth | AUS Austrália     | 3 (32.693) | 6 (52.495)   | 8 (34.738) | 17    |       |
| 6    | ITA 4       | Mattia Furlan     | ITA Itália        | 6 (33.693) | 7 (1:07.489) | 5 (33.408) | 18    |       |
| 7    | CAN 4       | Steven Creighton  | CAN Canadá        | 8 (55.939) | 4 (40.752)   | 6 (33.559) | 18    |       |
| 8    | BOL 4       | Sebastian Vargas  | BOL Bolívia       | 7 (34.946) | 5 (45.785)   | 7 (34.012) | 19    |       |

### Semifinal 2
| Pos. | Cód. atleta | Nome                     | País              | 1ª corrida        | 2ª corrida      | 3ª corrida        | Total           | Notas |
| ---- | ----------- | ------------------------ | ----------------- | ----------------- | --------------- | ----------------- | --------------- | ----- |
| 1    | DEN 4       | Niklas Laustsen Laustsen | DEN Dinamarca     | 1 (31.662)        | 1 (32.470)      | 1 (31.933)        | 3               | Q     |
| 2    | COL 4       | David Oquendo            | COL Colômbia      | 2 (32.065)        | 3 (33.132)      | 2 (33.442)        | 7               | Q     |
| 3    | BRA 4       | Leandro Miranda          | BRA Brasil        | 4 (32.554)        | 4 (41.117)      | 5 (47.069)        | 13              | Q     |
| 4    | JPN 4       | Yoshitaku Nagasako       | JPN Japão         | 5 (32.907)        | 2 (32.839)      | 6 (55.485)        | 13              | Q     |
| 5    | CZE 4       | Jakub Hladík             | CZE Chéquia       | 6 (33.314)        | 5 (42.267)      | 4 (36.835)        | 15              |       |
| 6    | NZL 4       | Trent Woodcock           | NZL Nova Zelândia | 3 (32.133)        | 6 (42.466)      | 7 (Não completou) | 16              |       |
| 7    | CHI 4       | Ignacio Cruz             | CHI Chile         | 7 (1:45.413)      | 7 (59.575)      | 3 (36.116)        | 17              |       |
|      | ESP 4       | Rúben Crespo             | ESP Espanha       | 8 (Não completou) | 10 (Não largou) | 10 (Não largou)   | Desclassificado |       |

## Final
A final teve início por volta das 16:17 (UTC+8).
| Pos. | Cód. atleta | Nome                     | País              | Tempo  | Diferença |
| ---- | ----------- | ------------------------ | ----------------- | ------ | --------- |
| 1    | COL 4       | David Oquendo            | COL Colômbia      | 30.965 | ±0.000    |
| 2    | NED 4       | Twan van Gendt           | NED Países Baixos | 31.473 | +0.508    |
| 3    | DEN 4       | Niklas Laustsen Laustsen | DEN Dinamarca     | 31.743 | +0.778    |
| 4    | ARG 4       | Lucas Bustos             | ARG Argentina     | 31.868 | +0.903    |
| 5    | JPN 4       | Yoshitaku Nagasako       | JPN Japão         | 31.938 | +0.973    |
| 6    | LAT 4       | Kristers Taims           | LAT Letônia       | 32.329 | +1.364    |
| 7    | BRA 4       | Leandro Miranda          | BRA Brasil        | 32.818 | +1.853    |
| 8    | SUI 4       | Romain Tanniger          | SUI Suíça         | 33.786 | +2.821    |

## Pontuação
| Pos. | Cód. atleta | Nome                       | País              | Pontos |
| ---- | ----------- | -------------------------- | ----------------- | ------ |
| 1    | COL 4       | David Oquendo              | COL Colômbia      | 1      |
| 2    | NED 4       | Twan van Gendt             | NED Países Baixos | 10     |
| 3    | DEN 4       | Niklas Laustsen Laustsen   | DEN Dinamarca     | 17     |
| 4    | ARG 4       | Lucas Bustos               | ARG Argentina     | 25     |
| 5    | JPN 4       | Yoshitaku Nagasako         | JPN Japão         | 30     |
| 6    | LAT 4       | Kristers Taims             | LAT Letônia       | 35     |
| 7    | BRA 4       | Leandro Miranda            | BRA Brasil        | 40     |
| 8    | SUI 4       | Romain Tanniger            | SUI Suíça         | 45     |
| 9    | CZE 4       | Jakub Hladík               | CZE Chéquia       | 50     |
| 10   | AUS 4       | Matthew Dunsworth          | AUS Austrália     | 54     |
| 11   | NZL 4       | Trent Woodcock             | NZL Nova Zelândia | 58     |
| 12   | ITA 4       | Mattia Furlan              | ITA Itália        | 61     |
| 13   | CHI 4       | Ignacio Cruz               | CHI Chile         | 64     |
| 14   | CAN 4       | Steven Creighton           | CAN Canadá        | 66     |
| 15   | BOL 4       | Sebastian Vargas           | BOL Bolívia       | 68     |
| 16   | ESP 4       | Rúben Crespo               | ESP Espanha       | 70     |
| 17   | BEL 4       | Mattias Somers             | BEL Bélgica       | 72     |
| 18   | MEX 4       | Christopher Mireles        | MEX México        | 72     |
| 19   | RSA 4       | Lunga Mkhize               | RSA África do Sul | 72     |
| 20   | HUN 4       | Patrik Szoboszlai          | HUN Hungria       | 72     |
| 21   | THA 4       | Jukrapech Wichana          | THA Tailândia     | 72     |
| 22   | KAZ 4       | Nurlan Duisenov            | KAZ Cazaquistão   | 72     |
| 23   | SLO 4       | Rok Korošec                | SLO Eslovênia     | 72     |
| 24   | ZIM 4       | Jonathan Lawrence Thackray | ZIM Zimbabwe      | 72     |
| 25   | POR 4       | Rodrigo Gomes              | POR Portugal      | 72     |
| 26   | SRB 4       | Aleksa Veličković          | SRB Sérvia        | 72     |
| 27   | SIN 4       | Alvin Hui Zhi Phoon        | SIN Singapura     | 72     |
| 28   | POL 4       | Michał Czerkies            | POL Polônia       | 72     |
| 29   | CYP 4       | Mamas Kyriacou             | CYP Chipre        | 72     |
| 30   | INA 4       | Suherman Heryadi           | INA Indonésia     | 72     |
| 31   | BLR 4       | Pavel Rahel                | BLR Bielorrússia  | 72     |
| 32   | ERI 4       | Yonas Kidane Merese        | ERI Eritreia      | 72     |